# Emang Lestari
Emang Lestari is een bestuurslaag in het regentschap Sumbawa van de provincie West-Nusa Tenggara, Indonesië. Emang Lestari telt 3239 inwoners (volkstelling 2010).